# Anders Gjønnes
Anders Gjønnes, född 14 december 1981 i Larvik i Vestfold fylke i Norge, är en norsk sångare, skådespelare och musikalartist.

## Biografi
Gjønnes är utbildad vid Bårdar Akademiet i Oslo, Griegakademiet i Bergen och Högskolan för scen och musik i Göteborg. Han har bland annat medverkat i Peer Gynt i Giza (2006), och spelat rollerna John i Miss Saigon på Bømlo (2009), General Glossop i Jekyll & Hyde – the musical (2010) och Enjolras i Les Misérables på Malmö Opera, Simon Seloten i Jesus Christ Superstar (2012) på Göta Lejon teater samt Tony i Nöjesteaterns uppsättning av West Side Story (2013).

## Teater

### Roller
| År   | Roll            | Produktion                                                                 | Regi             | Teater      |
| ---- | --------------- | -------------------------------------------------------------------------- | ---------------- | ----------- |
| 2010 | General Glossop | Jekyll & Hyde – the musical Leslie Bricusse och Frank Wildhorn             | Ronny Danielsson | Malmö Opera |
| 2011 | Enjolras        | Les Misérables Claude-Michel Schönberg, Alain Boublil och Herbert Kretzmer | Ronny Danielsson | Malmö Opera |